# Volley-ball féminin aux Jeux méditerranéens de 1979
Navigation
1975 1983
Les 8e Jeux méditerranéens se sont déroulés du 17 au 24 septembre 1979 à Split (Yougoslavie).

## Équipes présentes
- Égypte
- Espagne
- France
- Italie
- Turquie
- Yougoslavie

## Tour préliminaire

### Composition des groupes
| Poule                                                   |
| ------------------------------------------------------- |
| Site : Égypte Espagne France Italie Turquie Yougoslavie |

### Poule
| No | Équipe      | Points | Matches | Matches | Matches |
| No | Équipe      | Points | joués   | gagnés  | perdus  |
| -- | ----------- | ------ | ------- | ------- | ------- |
| 1  | Italie      | 10     | 5       | 5       | 0       |
| 2  | Yougoslavie | 9      | 5       | 4       | 1       |
| 3  | France      | 8      | 5       | 3       | 2       |
| 4  | Turquie     | 7      | 5       | 2       | 3       |
| 5  | Espagne     | 6      | 5       | 1       | 4       |
| 6  | Égypte      | 5      | 5       | 0       | 5       |

## Classement final
| Place              | Équipe      |
| ------------------ | ----------- |
| Médaille d'or      | Italie      |
| Médaille d'argent  | Yougoslavie |
| Médaille de bronze | France      |
| 4                  | Turquie     |
| 5                  | Espagne     |
| 6                  | Égypte      |